# Sing to the Moon
| Recensione | Giudizio |
| ---------- | -------- |
| AllMusic   |          |

Sing to the Moon è il primo album discografico in studio della cantante inglese Laura Mvula, pubblicato nel marzo 2013.

## Il disco
Il disco, pubblicato dalla RCA Victor, è stato anticipato dai singoli She (ottobre 2012) e Green Garden (febbraio 2013). Steve Brown ha lavorato al disco nei ruoli di produttore, coautore e musicista. L'album ha esordito alla nona posizione della classifica Official Albums Chart. Ha avuto un buon successo in altri Paesi come Olanda, Irlanda, Scozia e Svizzera. Inoltre ha ricevuto la nomination al Premio Mercury 2013.

## Tracce
1. Like the Morning Dew – 3:40
2. Make Me Lovely – 4:38
3. Green Garden – 4:09
4. Can't Live with the World – 6:05
5. Is There Anybody out There? – 5:11
6. Father, Father – 4:42
7. That's Alright – 3:34
8. She – 3:25
9. I Don't Know What the Weather Will Be – 3:30
10. Sing to the Moon – 4:07
11. Flying without You – 3:21
12. Diamonds – 3:14